# Ye, O!
Ye, O! – jedenasty album zespołu Top One wydany przez wytwórnię Omega Music w 1998 roku. Album zawiera 12 utworów.

## Lista utworów
1. "Intro" (muz. i sł. Dariusz Zwierzchowski)
2. "Ye, O!" (muz. Paweł Kucharski; sł. Marcin Kiljan)
3. "Na zawsze młody" (muz. i sł. Dariusz Zwierzchowski)
4. "Czyje droższe łzy" (muz. Paweł Kucharski, sł. Sylwester Raciborski)
5. "Summertime" (muz. Dariusz Królak, sł. Sylwester Raciborski)
6. "Ten pierwszy raz" (muz. Paweł Kucharski, sł. Sylwester Raciborski)
7. "Jesteś przy mnie" (muz. Paweł Kucharski, sł. Sylwester Raciborski)
8. "Plaża" (muz. Paweł Kucharski, sł. Sylwester Raciborski)
9. "Heaven" (muz. i sł. Dariusz Zwierzchowski)
10. "To tylko miłość" (muz. Paweł Kucharski, sł. Sylwester Raciborski)
11. "Nowy świat" (muz. i sł. Dariusz Zwierzchowski)
12. "Pocztówka z Rio" (muz. i sł. Dariusz Zwierzchowski)